# Scinax auratus
Scinax auratus är en groddjursart som först beskrevs av Maximilian zu Wied-Neuwied 1821.  Scinax auratus ingår i släktet Scinax och familjen lövgrodor. IUCN kategoriserar arten globalt som livskraftig. Inga underarter finns listade i Catalogue of Life.